# Dalbergia glomerata
El granadillo rojo (Dalbergia glomerata) es una especie de árbol de la familia de las leguminosas. Dalbergia glomerata fue descrita por William Botting Hemsley y publicado en Diagnoses Plantarum Novarum … Mexicanarum 1: 8. 1878.

## Clasificación y descripción
Es un árbol de 18  hasta 30 m de altura y 90 cm DAP (diámetro a la altura del pecho). Tronco cilíndrico y recto, normalmente corto en comparación con la copa. Esta es de follaje verde oscuro y moderadamente denso, con ramas extendidas, ramificadas. La corteza es grisácea, áspera, desprendiéndose en piezas irregulares grandes, y tiene olor agradable. Hojas alternas de 16-20 cm de longitud, compuestas, imparipinnadas, con 10-15 folíolos de 4-9 cm de largo, con el borde entero y acabados en una punta redondeada. Las inflorescencias son panículas abiertas axilares de hasta 13 cm de largo, que sostienen flores blancas o cremosas de 6-7 mm, con olor fragante. Las vainas son aplanadas, de 5-8 cm de largo, delgadas y con nervadura evidente, de color café al madurar. Son glabras con una sola semilla de 1 cm de largo.

## Distribución
Desde el sur de México hasta Costa Rica. En México se localiza en los estados de Michoacán, Guerrero, Oaxaca, Veracruz y Chiapas.

## Hábitat
Esta especie crece en elevaciones de 0  hasta los 1,400 m s. n. m.; en selvas húmedas perennifolias.  forma parte de los estratos medios e intermedios. Se encuentra asociada con Bursera simaruba, Schizolobium parahyba, Cojoba arborea, Vochysia guatemalensis y Platymiscium dimorphandrum, entre otras. Es una especie utilizada en los sistemas agroforestales  en algunos países de Centroamérica, asociada con plantaciones de café, plátano y cacao, ya que además de proporcionar sombra, es una especie fijadora de nitrógeno. Esta especie  requiere de precipitaciones de  1500 a 3000 mm anuales. Algunos ensayos se ha demostrado que es una especie que crece y desarrolla a cielo abierto. Se adapta a diferentes tipos de suelos, aunque prefiere suelos bien drenados y profundos. Al parecer es muy susceptible al ataque de hongos en sitios anegados.

## Estado de conservación
Dalbergia glomerata tiene una presencia en una extensión bastante grande, sin embargo, como resultado de la extracción para la construcción de esta especie de palo de rosa se argumenta que ha disminuido en más del 50% su presencia, en las últimas tres generaciones. Como resultado de una operación aparentemente insostenible, este taxón ha sido incluida en el Apéndice II de CITES. El taxón se describe como rara en Mesoamérica y con el riesgo de una disminución continua en la calidad del hábitat. La especie es por lo tanto clasificado como Vulnerable. Es una especie muy buscada por su madera. Se emplea sobre todo en artesanía fina. En Honduras se utiliza esta especie para muebles finos y marimbas. Sin embargo, su abundancia en estado natural es actualmente muy baja, su aprovechamiento como madera se encuentra regulado por la Ley General de Desarrollo Forestal Sustentable (Capítulo II, Sección 1; Del aprovechamiento de los Recursos Forestales Maderables, Artículos 73 al 84). A nivel internacional se encuentra enlistada bajo la categoría de Vulnerable, de acuerdo a la Unión Internacional para la Conservación de la Naturaleza (IUCN).